# Paroreomyza montana
Paroreomyza montana là một loài chim trong họ Fringillidae.